# Gestión de cuencas hidrográficas
Las experiencias internacionales en la temática de gestión de aguas, de cuencas hidrográficas y del ambiente, indican una clara tendencia a reforzar las capacidades de gobernabilidad sobre territorios delimitados por razones naturales.
El territorio de una cuenca es considerado, por varios motivos, como el más apropiado para este cometido. A nivel Internacional hay ya disponible una vasta red de información, referencias y caso exitosos de gestión por cuencas con diferentes propósitos. Las experiencias internacionales son referencias útiles pero en cada país se deberá establecer su viabilidad y forma de aplicación.
El enfoque de gestión por cuencas se inició con la necesidad de gestionar el agua, en particular el uso múltiple de la misma y en controlar el efecto de los fenómenos hidrológicos extremos. Las cuencas inicialmente se tomaron como áreas de grandes inversiones en obras hidráulicas dirigidas a aumentar la oferta de agua, energía, navegabilidad y otros. Actualmente, en esta línea, los enfoques en boga son los de la Gestión Integrada de Recursos Hídricos.
Paralelo a las corrientes de gestión de agua por cuencas se ha ido desarrollando y aplicando también enfoques de Manejo de cuencas o Manejo Integrado de cuencas. El manejo de cuencas es un tema que fue asociado inicialmente a controlar la captación del agua de una cuenca, luego a la protección y conservación de sus recursos y por último al mejoramiento de la calidad de vida de sus habitantes.

## Internacionalización
Con la internacionalización, en los programas de gobierno, del llamado desarrollo sostenible y de la temática ambiental, el territorio de una cuenca es visto por los ministerios del ambiente como el más adecuado para considerarlo como base para crear capacidades de gobernabilidad sobre espacios naturales con fines de aplicar las medidas de gestión del ambiente. Lo que era un territorio casi exclusivo para la gestión del agua se convierte así en un territorio para la gestión ambiental. Asociado a este enfoque se establece como meta la Gestión Ambiental Integrada de Cuencas. Este enfoque aún está en su etapa inicial en los países más avanzados en la materia pero es esencial utilizarlo para considerar el efecto acumulado de intervenciones, tales como el efecto de la construcción de centrales hidroeléctricas, en el entorno y los habitantes de una cuenca.

## Políticas
Las políticas de Gestión Ambiental Integrada de Cuencas están, como indicado, en pleno proceso de evolución en el mundo. Esto no significa que no se haya ya avanzado en ese sentido. Hay una serie de acciones orientadas a la gestión ambiental integrada de cuencas que se hacen sin ser calificadas como tales. De hecho la mayoría de los países tienen organismos de cuenca creados para gestionar el agua que tiene grandes componentes de gestión ambiental como parte de sus funciones. Inclusive sin organismos de cuencas se ejecutan, en todos los países, actividades orientadas a la gestión de ríos, de lagos, de humedales o de reforestación por citar solo algunas acciones que son de gestión ambiental aun cuando no pertenezcan a un programa de gestión ambiental integrada de cuencas. 
La Gestión Ambiental Integrada de Cuencas, con esa denominación, se está iniciando en estados, provincias y cuencas específicas de algunos países como Brasil, Canadá, Nueva Zelanda, Estados Unidos y Australia. La provincia de Ontario por ejemplo lo plantea como parte de su nueva forma de hacer gestión ambiental. Ello se explica porque reconocen que con el sistema actual de gestión ambiental no están logrando los efectos deseados. Para superar esta situación las nuevas corrientes mundiales de gestión ambiental proponen cambios en por lo menos 5 aspectos: 
- Un compromiso general de los organismos del gobierno con el tema ambiental y no solo de la entidad ambiental que lleva ese nombre. Se basa en que todos tengan una visión o escenario compartido sobre lo que país y región desea tener como medio ambiente a futuro. El tema por lo tanto no es solo de única responsabilidad única del organismo ambiental si no de todos los organismo del estado.

- Un nuevo y más amplio énfasis en estrategias que permitan mejorar en forma continua los resultados cuantificables de mejoras ambientales. Se debe monitorear y conocer el efecto acumulado de las intervenciones (no solo de cada proyecto en forma aislada) y actuar en forma permanente para corregir y controlar los efectos no deseados que vayan apareciendo (a pesar de haber realizado estudios de impacto ambiental estos efectos ciertamente aparecen) así como velar porque se cumplan con los acuerdos logrados en los EIA.

- Un enfoque basado en la gestión integrada de territorios delimitados por razones naturales tales como las cuencas hidrográficas, de tal manera de poder evaluar el efecto acumulado de las intervenciones en el medio (integración) y en lo posible prevenir los posibles efectos a futuro (evaluación ambiental estratégica). Se considera la gestión ambiental sin vinculación con el territorio, sin conocer los efectos acumulados de intervenciones y sin prevenir lo que puede venir a futuro no es suficiente.

- El empleo de un conjunto mayor de instrumentos de gestión ambiental, o mejor dicho de gestión de las intervenciones en el medio ambiente, que se sustente tanto en medidas regulatorias como no regulatorias, tales como fomentar la organización de los usuarios de una cuenca, apoyar las iniciativas de creación de capacidades, fomentar el mejoramiento de programas universitarios, apoyar la ejecución de más investigaciones aplicadas (como de tesis universitarias) así como el uso de instrumentos económicos tales como servicios ambientales.

- Un enfoque basado cada vez más en la creación de capacidades de gobernabilidad y de compromisos compartidos entre los usuarios de los recursos naturales de la cuenca, sus habitantes, la sociedad civil y el estado. La responsabilidad con el medio ambiente es compartida por todos los interventores y por lo tanto están llamados a actuar en forma concordante con sus aspiraciones a un medio ambiente sano y una producción sostenible. Las certificaciones de cuencas ambientalmente sanas y bien manejadas son parte de este objetivo que apoya los sistemas productivos.